# Necpaly
Necpaly (in ungherese Necpál) è un comune della Slovacchia facente parte del distretto di Martin, nella regione di Žilina.